# Mohammed Rabii
Mohammed Rabii (in arabo محمد ربيعي‎?; 13 luglio 1993) è un pugile marocchino.
Alle Olimpiadi del 2016 vince una medaglia di bronzo nel pugilato pesi welter, unica medaglia per la sua nazione nell'edizione.

## Palmarès
- Olimpiadi

Rio de Janeiro 2016: bronzo nei pesi welter.
- Mondiali - Dilettanti

Doha 2015: oro nei pesi welter.